# Simona Mușat-Strimbeschi
Simona Mușat-Strimbeschi (ur. 16 września 1981 w Botoszanach) – rumuńska wioślarka.

## Osiągnięcia
- Mistrzostwa Świata Juniorów – Linz 1998 – czwórka podwójna – 1. miejsce[1].
- Mistrzostwa Świata Juniorów – Płowdiw 1999 – dwójka bez sternika – 8. miejsce[1].
- Mistrzostwa Świata – Mediolan 2003 – czwórka podwójna – 10. miejsce[1].
- Igrzyska Olimpijskie – Ateny 2004 – dwójka podwójna – 5. miejsce[1].
- Mistrzostwa Świata – Gifu 2005 – ósemka – 2. miejsce[1].
- Mistrzostwa Świata – Gifu 2005 – dwójka bez sternika – 4. miejsce[1].
- Mistrzostwa Świata – Eton 2006 – ósemka – 6. miejsce[1].
- Mistrzostwa Świata – Monachium 2007 – dwójka podwójna – 4. miejsce[1].
- Mistrzostwa Świata – Monachium 2007 – ósemka – 2. miejsce[1].
- Mistrzostwa Europy – Poznań 2007 – ósemka – 1. miejsce[1].
- Igrzyska Olimpijskie – Pekin 2008 – ósemka – 3. miejsce[1].
- Mistrzostwa Europy – Ateny 2008 – ósemka – 1. miejsce[1].